# Sten-Åke Axelson
Sten-Åke Axelson, född 13 juni 1906, död 15 mars 1988, var en svensk dirigent.
Axelson bedrev musikstudier i Berlin för Friedrich Ernst Koch 1923–24, i Paris 1924–25 och därefter i Amsterdam och vid Stockholms musikkonservatorium 1932–1936 och var repetitör vid Kungliga Teatern 1933–1954 och kapellmästare där 1934–1947. Han var chefsdirigent vid Malmö stadsteater och konserthusorkester 1947–1961 och director musices vid Lunds universitet 1962–1971 parallellt med dirigentskapet för Helsingborgs symfoniorkester 1962–1969. Han invaldes som ledamot 692 av Kungliga Musikaliska Akademien den 15 december 1960.
Axelson gästspelade även med framgång på olika håll i Sverige samt i Oslo och Köpenhamn. Han var gift med operasångerskan Ruth Moberg.